# Keitele
Keitele es un municipio de Finlandia ubicado en la región de Savonia del Norte.
En 2022, el municipio tenía una población de 2028 habitantes, de los que la mitad vivían en la capital municipal.
Se ubica unos 70 km al noroeste de la capital regional Kuopio, sobre la carretera 77 que une Siilinjärvi con Viitasaari. El lago homónimo se ubica unos 20 km al suroeste del pueblo, pero no pertenece a su término municipal.

## Historia
El pueblo tiene su origen a mediados del siglo XVI, cuando Gustavo I de Suecia organizó los nuevos asentamientos en el límite entre las provincias de Tavastia y Savonia. En su origen pertenecía al territorio de la parroquia de Rautalampi, hasta que en 1683 pasó a depender de la parroquia de Kirkkosaari, una pequeña isla en el lago Pielavesi. El municipio de Keitele se fundó en 1879.